# 日王の湯温泉
日王の湯温泉（ひのうのゆおんせん）は、福岡県田川郡福智町神崎にある温泉。

## 泉質
- アルカリ性単純温泉
  - 泉温　34.2℃

## 温泉地
筑紫山地の麓に、日帰り温泉施設と宿泊施設を兼ねた一軒宿「天然温泉　日王の湯」が存在する。
施設の運営は、冠婚葬儀事業を請け持つ「サンレー」が行っている。

## 歴史
- 2002年（平成14年）- 旧金田町の運営の元、「日王の湯」開業[1]。
- 2021年9月10日（令和3年）- 全面改装を実施。

## アクセス
- 平成筑豊鉄道伊田線金田駅よりバスで10分又は車で5分。
- 九州自動車道八幡ICから国道200号経由、車で20分。